# Aleksandar Paločević
Aleksandar Paločević (in serbo Александар Палочевић?; Gnjilane, 22 agosto 1993) è un calciatore serbo, centrocampista del Nantong Zhiyun in prestito dal Seoul.